# コショベの虐殺
コショベの虐殺 (英語:Koshobe massacre)は、2020年11月28日にナイジェリア連邦共和国ボルノ州州都・マイドゥグリ近くのコショベ村 (ザバルマリ村)で発生した虐殺事件である。村の稲田で働いていた110人の民間人と農民が殺害され、6人が負傷を負った。数百万ナイラ (おおよそ30万-40万円)に相当する農作物が破壊され、あるいはイスラム過激派組織のボコ・ハラムに略奪されたと言われている。

## 背景
2009年、当時ボコ・ハラムを率いていたモハメド・ユスフがナイジェリア北部での暴動事件での戦闘の末、ナイジェリア政府軍に捕らえられマイドゥグリで即決処刑された。この指導者の死を皮切りに数千もの木こりや牧夫、漁師らが、ボコ・ハラムについての情報を政府軍や民兵組織に渡しているとして、ナイジェリアやチャド、カメルーンにてボコ・ハラムによる襲撃の犠牲となっている。2020年この事件に先駆けて10月にも、ボコ・ハラムがマイドゥグリ近くの水田で22人の農民の喉を掻き切る事件が起きていた。

## 事件
2020年11月28日、ボコ・ハラムの戦闘員が110人もののコショベ (ザバルマリ)の農民を虐殺した.。フランス通信社の取材に応じた反ボコ・ハラム民兵組織によると、戦闘員は犠牲者の首をロープで縛り上げ、彼らの喉を掻き切ったとされる。農民らはソコト州出身の出稼ぎ労働者で、仕事を探すために1000キロ以上もの距離を旅した者である。国連人道調整官 (Humanitarian Coordinator)のエドワード・カロンは11月29日、武装した戦闘員の群れがオートバイでコショベへ向かい、その後農民を虐殺したと発表した。
また死傷者とは別に8人が行方不明になっており、誘拐されたとみられている。

## 反応
- ナイジェリア大統領のムハンマド・ブハリはボコ・ハラムによる犯行を非難した[7]。コショベの水田で殺害された農民に対して哀悼の意を表し、過激派テロリストらを"狂っている"と言い表した[7]。

- トルコ外務省（英語版）はボコ・ハラムを非難し、「この凶悪なテロ攻撃を非難する。攻撃で亡くなられた方々の家族及び友好国兼兄弟国ナイジェリアの国民及び政府に心から哀悼の意を表し、負傷者の一刻も早い回復を願う」と声明を発表した[8]。

- 国連人道調整官のエドワード・カロンは事件について、「罪のない民間人が直接犠牲になった、今年最も暴力的な襲撃だ」とボコ・ハラムを非難した[9]。